# Mohoro, Comore
Mohoro este o așezare situată în statul Comore, în partea estică a insulei Ngadzija (Grande Comore). Conform unor estimări din 2002, înregistra 1.921 locuitori.